# Corydalis quinquefoliolata
Corydalis quinquefoliolata är en vallmoväxtart som beskrevs av Frank Ludlow och Stearn. Corydalis quinquefoliolata ingår i släktet nunneörter, och familjen vallmoväxter. Inga underarter finns listade i Catalogue of Life.